# Fontevivo
Fontevivo (emilián nyelven Fontvìv) település Olaszországban, Emilia-Romagna régióban, Parma megyében. Lakosainak száma 5527 fő (2023. január 1.). Fontevivo Fontanellato, Parma és Noceto községekkel határos.

## Népesség
A település lakossága az elmúlt években az alábbi módon változott:
| Lakosok száma | 5619 | 5615 | 5527 |
|               | 2017 | 2018 | 2023 |